# Dinosaurus (film)
Dinosaurus (v anglickém originále Dinosaur) je americký animovaný film ze studia Walt Disney Pictures z roku 2000.

## Děj
Dinosaurus jménem Aladar žije v bezpečí na nádherném ostrově spolu se svými přáteli lemury. Z jejich pokojného ráje se ale nakonec stane ohnivá země s padajícím rojem meteoritů. Když se jim podaří vyváznout životem, potkají mírumilovné dinosaury, kteří si hledají nový domov. Aladar a lemuři se rozhodnou k nim přidat. Na cestě zažijí hodně dobrodružství, ale také nebezpečné chvíle s predátory. Aladarova odvaha nakonec zavede všechny dinosaury z temné katastrofy na cestu k přežití.